# Domenico Borraccino
Domenico Borraccino (Barletta, 26 gennaio 1928 – Barletta, 8 novembre 2001) è stato un politico italiano.

## Biografia
Sindaco della città di Barletta, ancora non capoluogo di provincia, dal 1970 al 1972, viene eletto alla Camera dei deputati nella V legislatura e al Senato nella VI nelle file del Partito Comunista Italiano.